# 費爾迪靈 (密蘇里州)
費爾迪靈（英語：Fairdealing）是位於美國密蘇里州巴特勒縣及里普利縣的普查規定居民點。

## 歷史
費爾迪靈的郵局自1883年營運至今。

## 人口
根據2020年美國人口普查的數據，費爾迪靈的面積為14.79平方千米，當中陸地面積為14.77平方千米，而水域面積為0.02平方千米。當地共有人口543人，而人口密度為每平方千米36.71人。